# Stollnkirchen
Stollnkirchen ist eine Gemarkung im Landkreis Erding. Bis ins Jahr 1864 bildete Stollnkirchen eine eigene Gemeinde.
Die Gemarkung hat eine Fläche von etwa 367 Hektar und liegt vollständig auf dem Gebiet der Stadt Dorfen. Auf ihr liegen deren Gemeindeteile Ober- und Unterstollnkirchen sowie Kaidach und Eppenhöning. Die Gemarkung liegt an der östlichen Grenze des Landkreises Erding am nördlichen Rand des Gattergebirges.

## Geschichte
Stollnkirchen wird als Stallinkirihha bereits in den Traditionen des Hochstifts Freising um das Jahr 875 erwähnt. Weder in Ober- noch in Unterstollnkirchen ist eine Kirche nachzuweisen, die Existenz einer früheren Kirche erschließt sich nur aus dem Ortsnamen. Bis zu der Auflösung 1806 gehörten die Teilorte zur dem bayerischen Kurfürstentum eingegliederten Grafschaft Haag. 1818 entstand mit dem Gemeindeedikt die Gemeinde Stollnkirchen. Am 25. November 1864 wurde sie in die Gemeinde Schwindkirchen eingemeindet. Schwindkirchen mit seinen 21 Gemeindeteilen lag zunächst im Bezirksamt Wasserburg und kam dann am 1. Januar 1880 zum Bezirksamt Mühldorf. Schließlich kam am 1. Juli 1972 die Gemeinde Schwindkirchen und mit ihr die Orte Ober- und Unterstollnkirchen an die Stadt Dorfen und damit den Landkreis Erding.